# Mad About You (canción de Toto)
«Mad About You» (Loco Por Ti), es el primer sencillo del álbum Mindfields de la banda estadounidense de Rock, Toto, lanzado en el año 1999. Esta fue escrita por David Paich y por Joseph Williams.

## Información
Aunque musicalmente la canción fue compuesta en 1999, tiene sus orígenes hace diez años, cuando el cantante de Toto en el momento de Joseph Williams, quien escribió la letra junto con David Paich. El sencillo no fue un éxito de ventas muy bien, pero le valió una nominación para los Grammy. El sencillo alcanzó el cuadragésimo lugar en el UK Singles Chart, y trigésimo quinto en la ARIA Gráficas. La canción marca el regreso de Bobby Kimball, que después del Toto XX World Tour se había reintegradoo la banda. La canción no tiene videoclip.

## Lista de canciones

### Vinilo
1. "Mad About You" (3:58)
2. "Caught In The Balance" (6:22)

### Sencillo promocional
1. "Mad About You" (3:58)

## Apariciones en vivo
La canción apareció solo en el Mindfields World Tour como la sexta canción después de A Million Miles Away.

## Posiciones
| Lista                   | Mejor posición |
| ----------------------- | -------------- |
| ARIA Charts (Australia) | 35             |
| UK Singles Chart        | 40             |

- Datos: Q3842211